# David Clarke (giornalista)
David Clarke (1966) è un giornalista e saggista britannico, conosciuto nel campo dell'ufologia.

## Biografia
David Clarke ha studiato all'Università di Sheffield, dove nel 1990 ha conseguito il Bachelor of Arts in archeologia e storia medievale e nel 1999 il Ph.D in Tradizioni culturali e Lingua inglese.
Dedicatosi al giornalismo, per dieci anni ha collaborato con quotidiani regionali del nord dell'Inghilterra, tra cui lo Sheffield Star. Ha poi lavorato per cinque anni nella pubblica amministrazione britannica come funzionario addetto alle pubbliche relazioni.
Attualmente insegna folklore all'Università di Sheffield e giornalismo all'Università di Sheffield Hallam.
Oltre al folklore, Clark si interessa di ufologia e fenomeni inesplicati. Nell'ambito dei suoi interessi, ha collaborato con vari periodici (tra cui Magonia, Fortean Times e  BBC History Magazine), ha contribuito alla realizzazione di programmi radiofonici e televisivi ed ha scritto sette libri sui differenti aspetti delle credenze soprannaturali e delle tradizioni culturali dei fenomeni insoliti.

## Libri pubblicati
- Twilight of the Celtic Gods (con Andy Roberts), Cassell-Blandford Press, Londra, 1986
- Phantoms of the Sky, UFOs: A modern Myth? (con Andy Roberts), Robert Hale, Londra, 1990
- Ghosts and legends of the Peak District, Jarrold, Norwich, 1992
- The UFOs that Never Were (con Jenny Randles e Andy Roberts), Allison & Busby, Londra, 1999
- Supernatural Peak District, Robert Hale, Londra, 2000
- Out of the Shadows: UFOs, The Establishment and the Official Cover up(con Andy Roberts), Platkus, Londra, 2002
- The Angel of Mons, John Wiley, Londra, 2004

## Attività in ufologia
Clarke è un sostenitore dell'ipotesi psicosociale sugli UFO ed è molto noto nel campo dell'ufologia. Cominciò ad interessarsi della materia nel 1978, dopo la visione del film Incontri ravvicinati del terzo tipo. Entrato a far parte del British UFO Research Association (BUFORA), ha contribuito in seguito alla fondazione dell'Independent UFO Network (IUN) e dell'UFO Investigators Network (UFOIN); fa parte inoltre di EuroUFONet, un gruppo di ufologi europei di orientamento scientifico. 
L'approccio di Clarke con l'ufologia, come dichiara lui stesso, è quello di un giornalista e uno storico. Pur adottando un punto di vista scettico, egli pensa che qualcosa venga visto, ma non si sa cosa sia. Egli ritiene che certi UFO possano avere una realtà fisica, ma che probabilmente possano essere fenomeni naturali poco conosciuti, come i fulmini globulari, le luci telluriche o gli spettri rossi. Secondo Clarke, gli UFO dovrebbero essere studiati sia dai fisici che dagli scienziati sociali (sociologi e psicologi). Gli scienziati sociali dovrebbero approfondire le motivazioni per cui certa gente crede nell'origine extraterrestre o soprannaturale degli UFO in assenza di prove scientifiche concrete e studiare le modalità con cui le storie sugli UFO vengono divulgate attraverso i mezzi di comunicazione di massa. Sull'altro versante, i fisici potrebbero invece scoprire qualcosa di utile nel campo della fisica dell'atmosfera o della meteorologia. Per tali motivazioni, Clarke ritiene che lo studio degli UFO sia interessante a prescindere dalla questione dell'esistenza o meno di "visitatori extraterrestri".